# Famiglia Mitford
La famiglia Mitford è una famiglia aristocratica inglese minore che trae le sue origini nel Northumberland risalenti alla conquista normanna. Nel Medioevo sono stati Border Reivers con base a Redesdale. La linea principale della famiglia aveva sedi a Mitford Castle, Mitford Old Manor House e dal 1828, l'allora recente costruzione, Mitford Hall. diversi membri della famiglia servirono come High Sheriff of Northumberland.
Un ramo minore con sede a Newton Park nel Northumberland ed Exbury House nel Hampshire discende dallo storico inglese William Mitford. I Mitford furono elevati al rango di pari due volte, nel 1802 e nel 1902, sotto il titolo di Barone Redesdale.

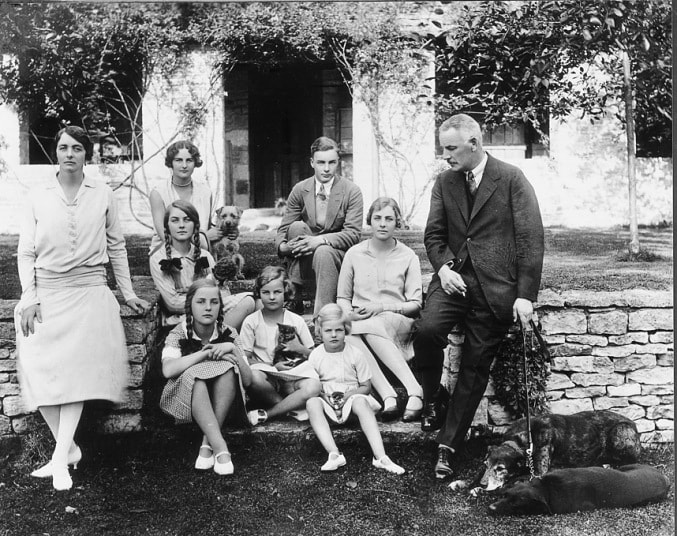
La famiglia Mitford nel 1928

Nel XX secolo le "Mitford sisters" — le sei avvenenti figlie di David Freeman-Mitford, II barone Redesdale e di sua moglie, Sydney Bowles, figlia di Thomas Gibson Bowles — divennero figure note e, a volte, caricaturali, identificate dal giornalista del Times Ben Macintyre come "Diana la fascista, Jessica la comunista, Unity l'amante di Hitler, Nancy la romanziera, Deborah la duchessa e Pamela la discreta esperta di pollame".

## Le sorelle Mitford

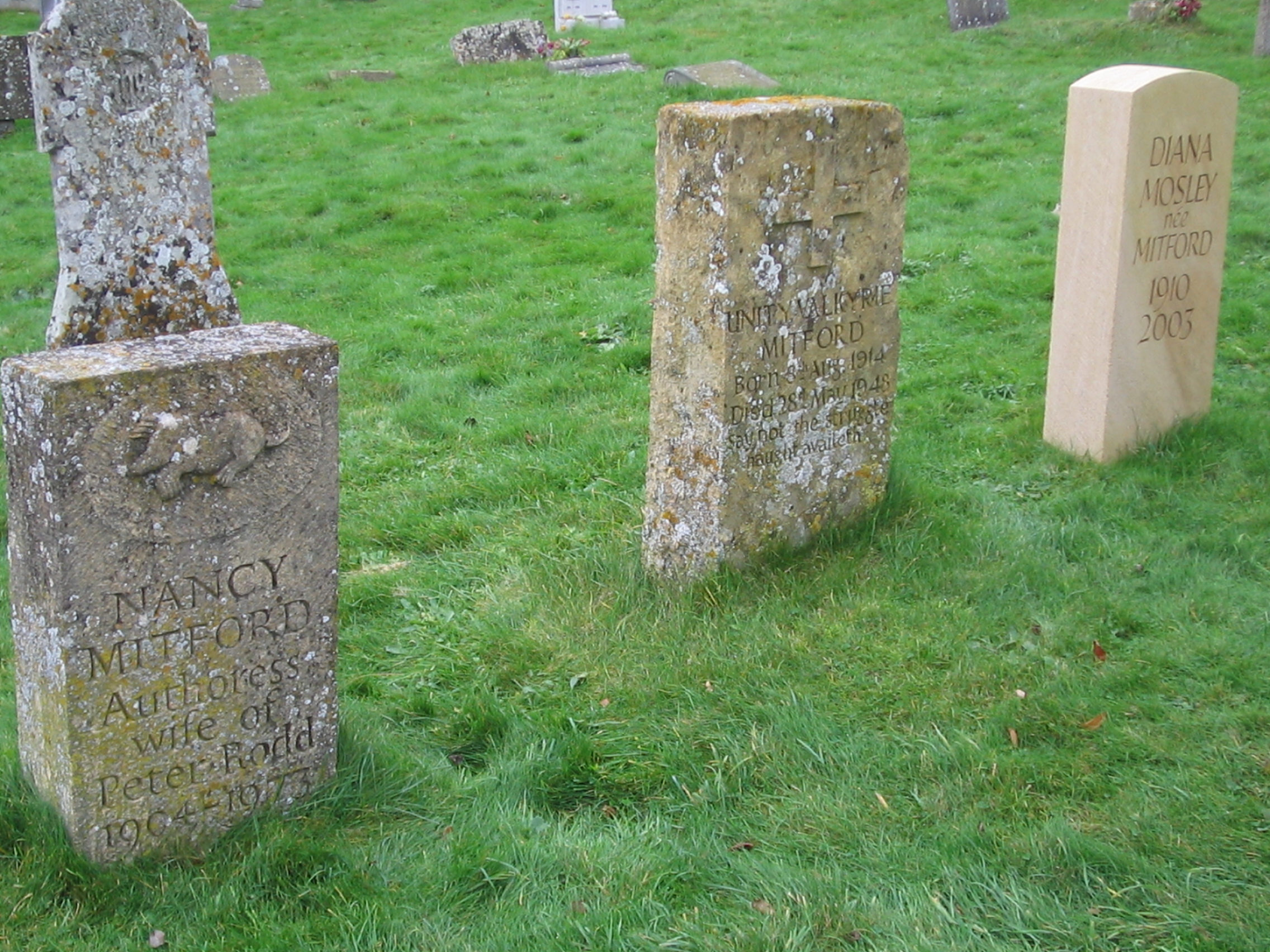
Le lapidi di Nancy, Diana e Unity Mitford

- Nancy Mitford (28 novembre 1904 - 30 giugno 1973)
- Pamela Mitford (25 novembre 1907 – 12 aprile 1994)
- Diana Mitford (17 giugno 1910 – 11 agosto 2003)
- Unity Mitford (8 agosto 1914 – 28 maggio 1948)
- Jessica Mitford (11 settembre 1917 – 22 luglio 1996)
- Deborah Mitford (31 marzo 1920 - 24 settembre 2014)

Nel XX secolo la famiglia raggiunse la contemporanea notorietà dovuta alla loro vita di giovani controverse e alla moda, ed in seguito per le loro molteplici divisioni politiche pubbliche tra comunismo e fascismo. Le sei ragazze della famiglia erano conosciute collettivamente come "the Mitford sisters". Nancy e Jessica diventarono scrittrici ben note e Deborah diresse una delle case di campagna di maggior successo d'Inghilterra. Jessica e Deborah sposarono entrambe nipoti acquisiti di due primi ministri, rispettivamente Winston Churchill ed Harold Macmillan. Deborah e Diana sposarono facoltosi aristocratici. Unity e Diana furono ben note, nel corso del 1930, per aver frequentato Adolf Hitler. Al principio degli anni '80 anche Deborah divenne politicamente attiva quando lei e suo marito, il Duca di Devonshire, diventarono protagonisti del neonato partito politico, il Partito Social Democratico.

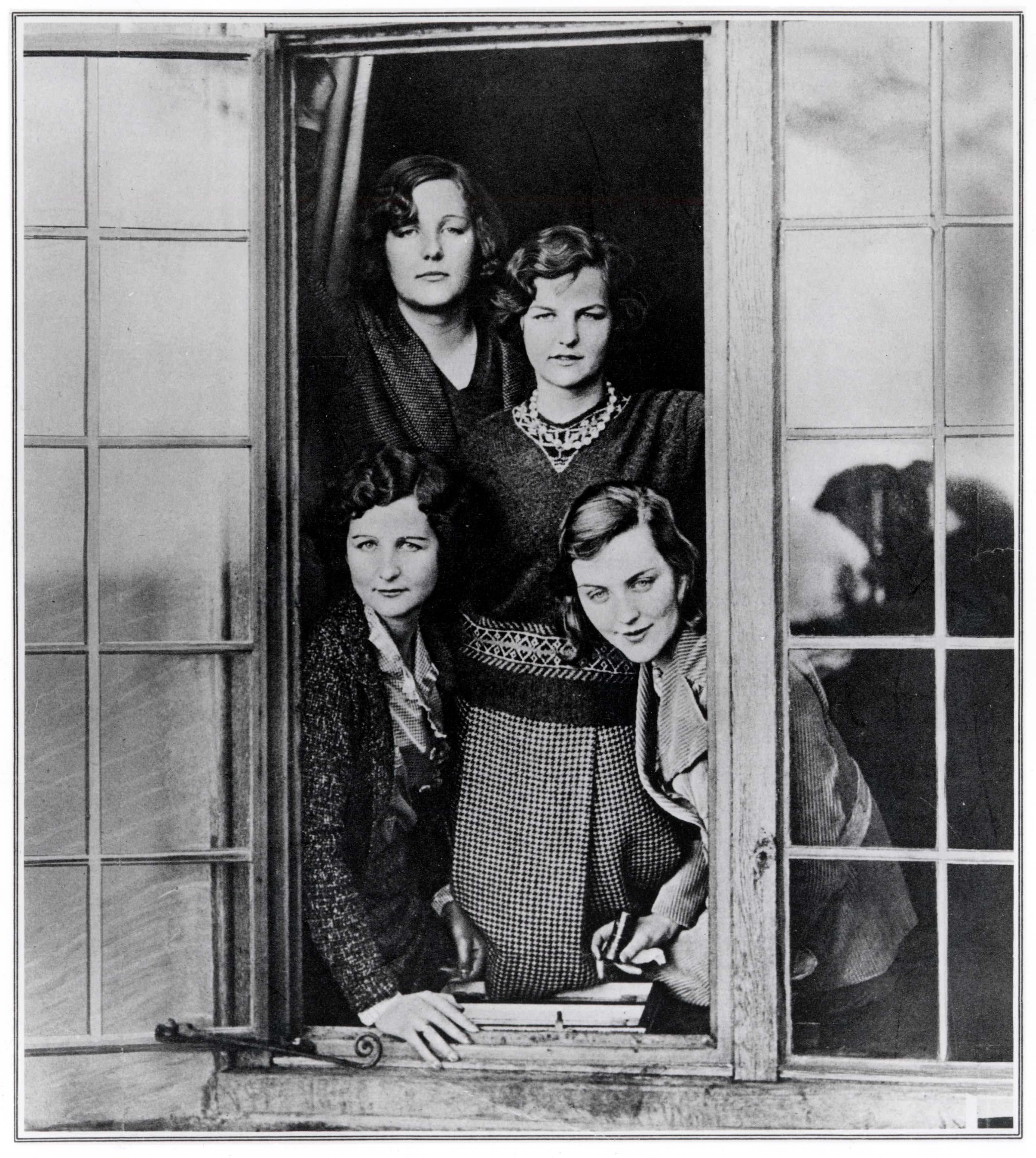
Nancy, Diana, Unity e Jessica Mitford

Le sorelle erano le figlie di David Freeman-Mitford, II barone Redesdale conosciuto dai suoi figli come "Farve" ed altri nomignoli. La loro madre era Sydney Freeman-Mitford, baronessa Redesdale, conosciuta come "Muv", figlia di Thomas Bowles che David sposò nel 1904. La casa di famiglia cambiò da Batsford House ad Asthall Manor presso il fiume Windrush nell'Oxfordshire e poi Swinbrook Cottage nelle vicinanze, con una casa Rutland Gate a Londra.
Le sorelle Mitford ed il fratello crebbero in un'aristocratica case di campagna con genitori emotivamente distanti circondati da numerosi servitori, una situazione non inusuale per quei tempi. I genitori erano descritti come "fascisti di natura"; due delle figlie seguirono le loro orme, mentre una voltò le spalle ai privilegi ereditati e fuggì da casa diventando comunista, conseguenza dell'atmosfera politica europea negli anni del 1930. Le memorie di Jessica, Hons and Rebels, descrive la loro educazione e Nancy trasse spunto dalla sua famiglia per i personaggi dei propri romanzi. I bambini avevano un linguaggio privato chiamato "Boudledidge" (pronunciato 'bowdledidge') ed ognuno aveva un diverso nomignolo per gli altri.
Allo scoppio della seconda guerra mondiale le loro idee politiche vennero ancor più in rilievo. "Farve", rimasto conservatore, e "Muv", di solito sostenitrice delle figlie fasciste, si separarono alla fine degli anni del 1940. Nancy, una socialista moderata, lavorava a Londra durante il Blitz. Pamela rimase apparentemente una figura non-politica, sebbene, come riferito, effettivamente un'antisemita rabbiosa. Tom, fascista, rifiutò di combattere la Germania, ma si offrì volontario per combattere contro il Giappone Imperiale. Fu ucciso in azione poco tempo dopo il suo arrivo in Asia. Diana (sposata con Oswald Mosley), fascista, fu imprigionata a Londra per tre anni. Unity, turbata dalla dichiarazione di guerra contro Hitler, tentò di suicidarsi e subì danni cerebrali che la portarono alla morte prematura. Jessica, una sostenitrice comunista, si era trasferita negli Stati Uniti, ma suo marito Esmond Romilly si offrì volontario per la RCAF e morì quando il suo bombardiere ebbe problemi meccanici sul Mare del Nord. In numerose lettere, Jessica ha affermato che Romilly servì nella RCAF e che sua figlia ricevette una pensione dal governo canadese dalla data della morte di suo padre fino al compimento dei 18 anni. La rivalità politica tra Jessica e Diana durò fino alle loro morti, con le altre sorelle in frequenti contatti.

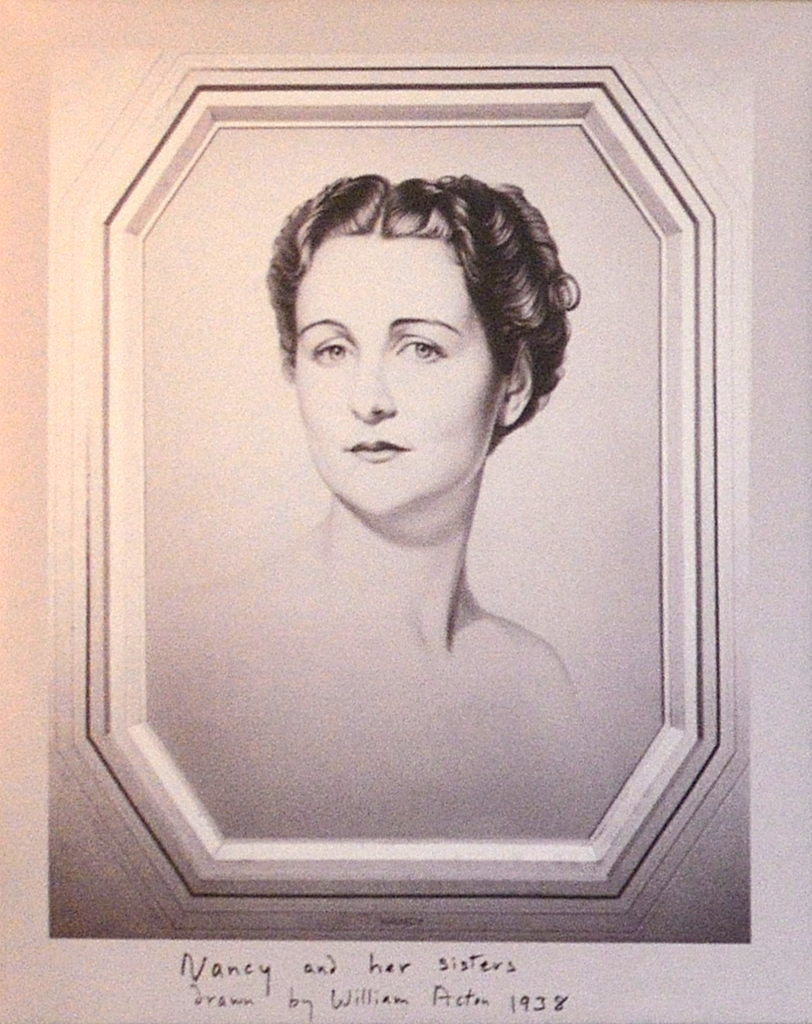
Nancy Mitford

Le sorelle sono note come scrittrici di lettere prolifiche. Un sostanziale corpo di corrispondenza esiste ancora, principalmente lettere tra le sorelle. Erano, è stato affermato "le più ardenti lucidatrici della loro immagine pubblica".

## Brevi biografie

### Nancy Mitford
The Hon. Nancy Mitford (28 novembre 1904 – 30 giugno 1973). Sposò Peter Rodd ed ebbe una relazione di lunga data con il politico francese e statista Gaston Palewski. Visse in Francia gran parte della sua vita adulta. Scrittrice di molti romanzi, compreso il suo più popolare (ed in qualche modo autobiografico), The Pursuit of Love e Love in a Cold Climate. Anche nota biografa di figure storiche, incluso il Re Sole.

### Pamela Mitford

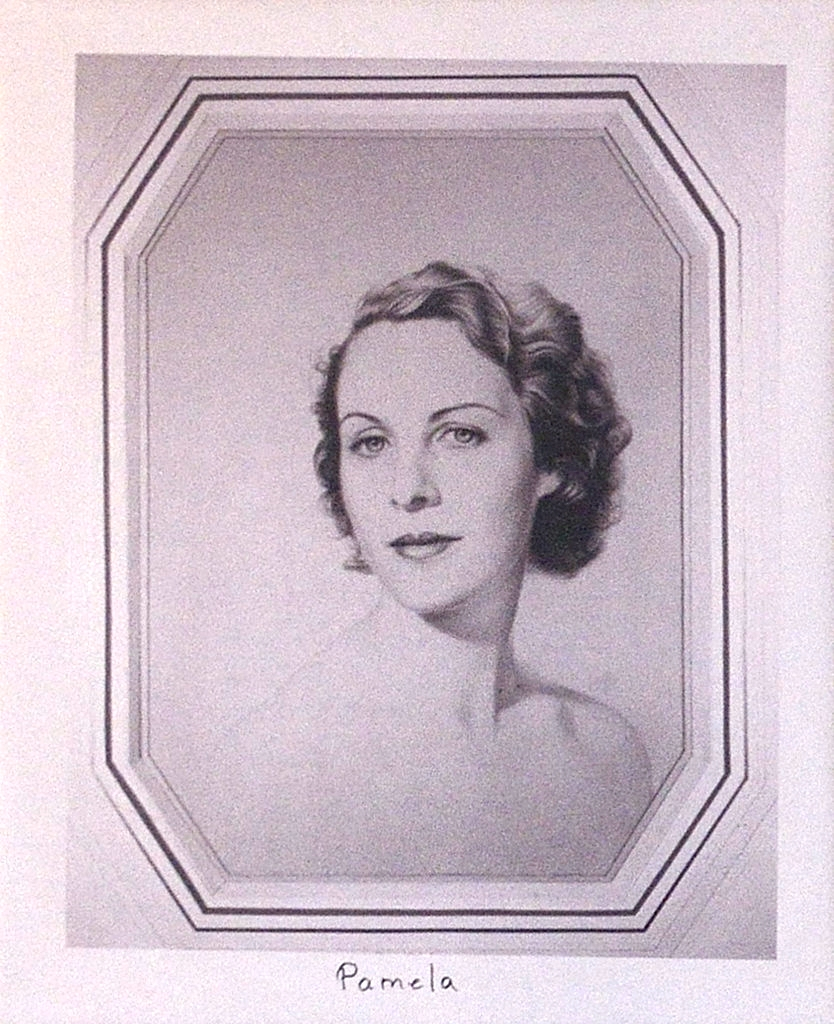
Pamela Mitford

The Hon. Pamela Mitford (25 novembre 1907 – 12 aprile 1994). Sposò e divorziò dal milionario scienziato Derek Jackson. John Betjeman, che per un certo periodo fu innamorato di lei, si riferiva a lei come la "Rural Mitford". Antisemita in privato, ma non impegnata in politica col fascismo. Dopo il suo divorzio da Jackson, trascorse il resto della sua vita come compagna di Giuditta Tommasi (morta nel 1993), un'amazzone italiana.

### Thomas Mitford

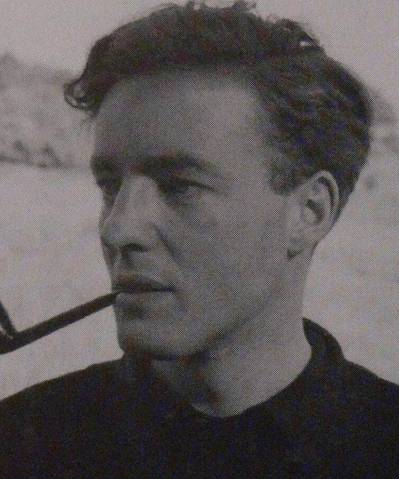
Thomas Mitford

The Hon. Thomas Mitford (2 gennaio 1909 – 30 marzo 1945). Educato a Eton. Fu amante di James Lees-Milne al college.  Amante regolare di Tilly Losch durante il suo matrimonio con Edward James.
Morì da soldato, durante la seconda guerra mondiale, in Birmania. Secondo le lettere scritte alla sorella Jessica, aveva sostenuto ufficiosamente il fascismo britannico e per questo era stato inviato di stanza in Birmania dopo aver rifiutato di combattere in Europa.

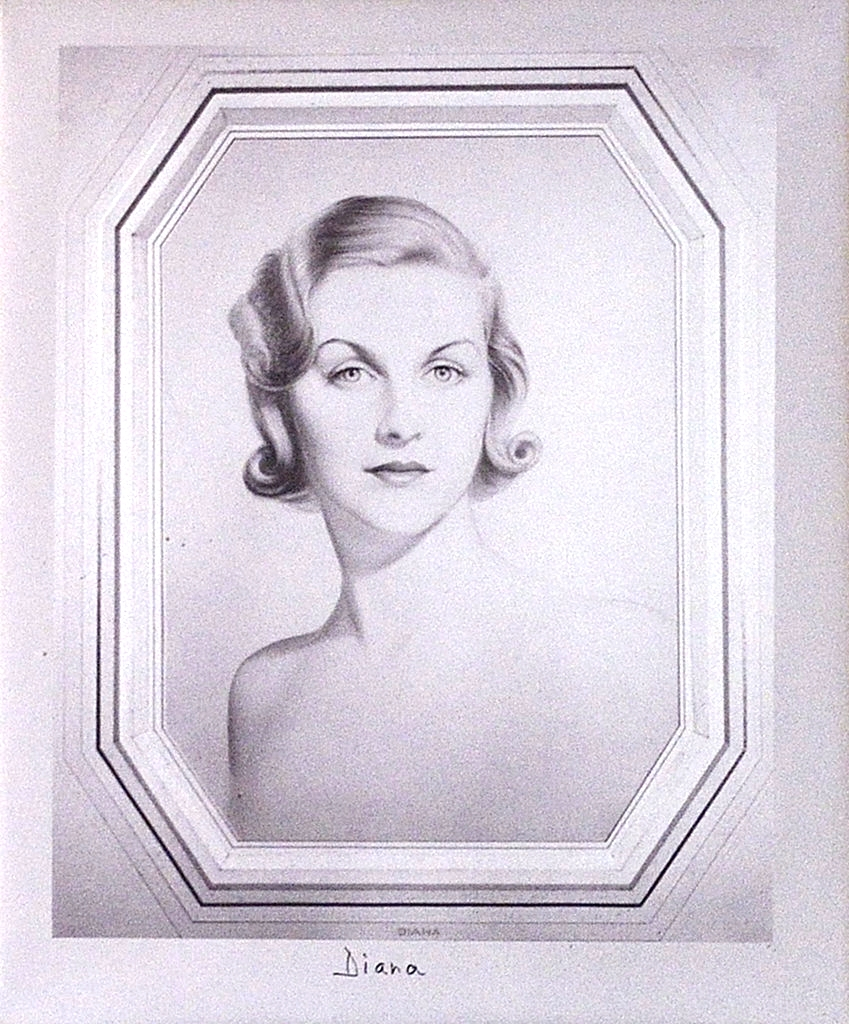
Diana Mitford

### Diana Mitford
The Hon. Diana Mitford (17 giugno 1910 – 11 agosto 2003). Sposò l'aristocratico e scrittore Bryan Walter Guinness nelle nozze dell'anno dell'alta società (1929). Lo lasciò nello scandalo della società dell'anno (1933) per il leader fascista britannico Sir Oswald Mosley, di cui divenne la seconda moglie. Fu internata nella Holloway Prison durante la seconda guerra mondiale. Non rinunciò mai alle sue credenze nel fascismo.

### Unity Mitford
The Hon. Unity Valkyrie Mitford (8 agosto 1914 – 28 maggio 1948). 

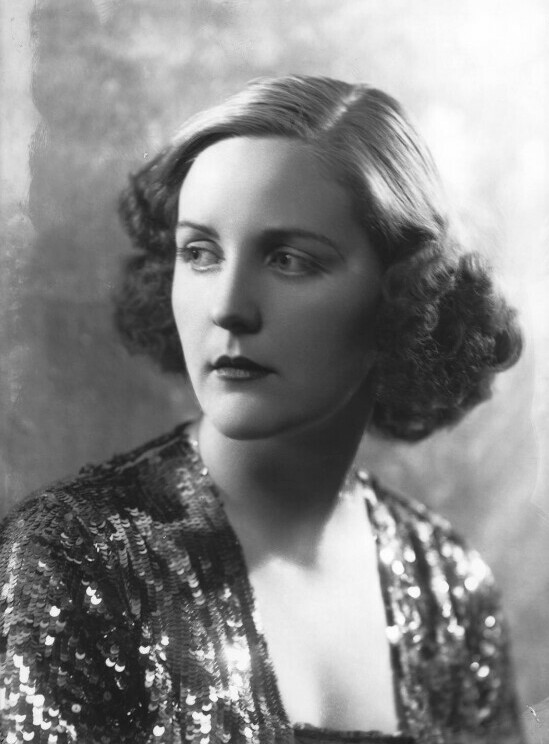
Unity Mitford nel 1937

Fascista come la sorella Diana, poi accanita nazionalsocialista e famosa per la sua adulazione ed amicizia intima con Adolf Hitler, partì per la Germania; cominciò a dare segni di squilibrio mentale per cui anche Hitler volle allontanarla dalla sua cerchia privata, forse su consiglio di Albert Speer e dietro sollecitazione di Eva Braun. Si sparò alla testa a Monaco di Baviera il giorno dopo che il Regno Unito dichiarò guerra alla Germania (1939), ma non riuscì ad uccidersi; venne visitata da Hitler in ospedale, il quale decise di rimpatriarla immediatamente a causa del suo stato mentale sempre più alterato e delle condizioni di salute, facendo atterrare e decollare un piccolo aeroplano inglese pilotato da Inch Kenneth, tramite un salvacondotto. Alla fine Unity morì di meningite da pneumococco (a causa di un frammento di proiettile rimasto nella testa) al West Highland Cottage Hospital, Oban, nel 1948, otto anni dopo il tentato suicidio. Tra le voci riguardanti la sua relazione col führer, anche quella secondo la quale sarebbero stati amanti e avrebbero avuto un figlio segreto.

### Jessica Mitford

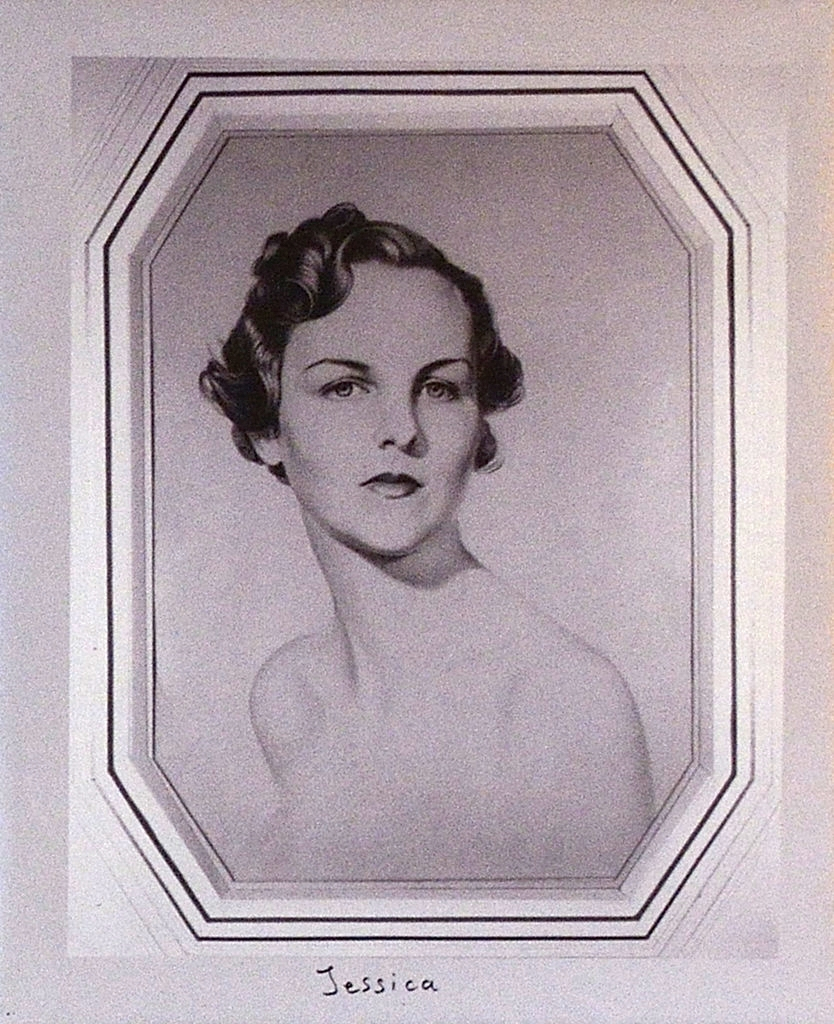
Jessica Mitford

The Hon. Jessica Mitford, comunemente conosciuta come Decca (11 settembre 1917 – 22 luglio 1996). Fuggì con Esmond Romilly verso la guerra civile spagnola e nel 1939 si trasferirono negli Stati Uniti. Due anni dopo che Esmond era ucciso durante il servizio militare nella seconda guerra mondiale, sposò Robert Treuhaft, che aveva incontrato come parte del suo lavoro di attivista di diritti civili. Membro dell'Partito Comunista degli Stati Uniti d'America (fino al 1958). Scrisse diversi volumi di memorie e diversi muckrakers, tra cui il bestseller The American Way of Death (1963) sull'industria funeraria. Sarebbe diventata la nonna materna di James Forman Jr e Chaka Forman, i due figli del leader afro-americano per i diritti civili James Forman avuti da sua figlia Constancia Romilly.

### Deborah Mitford

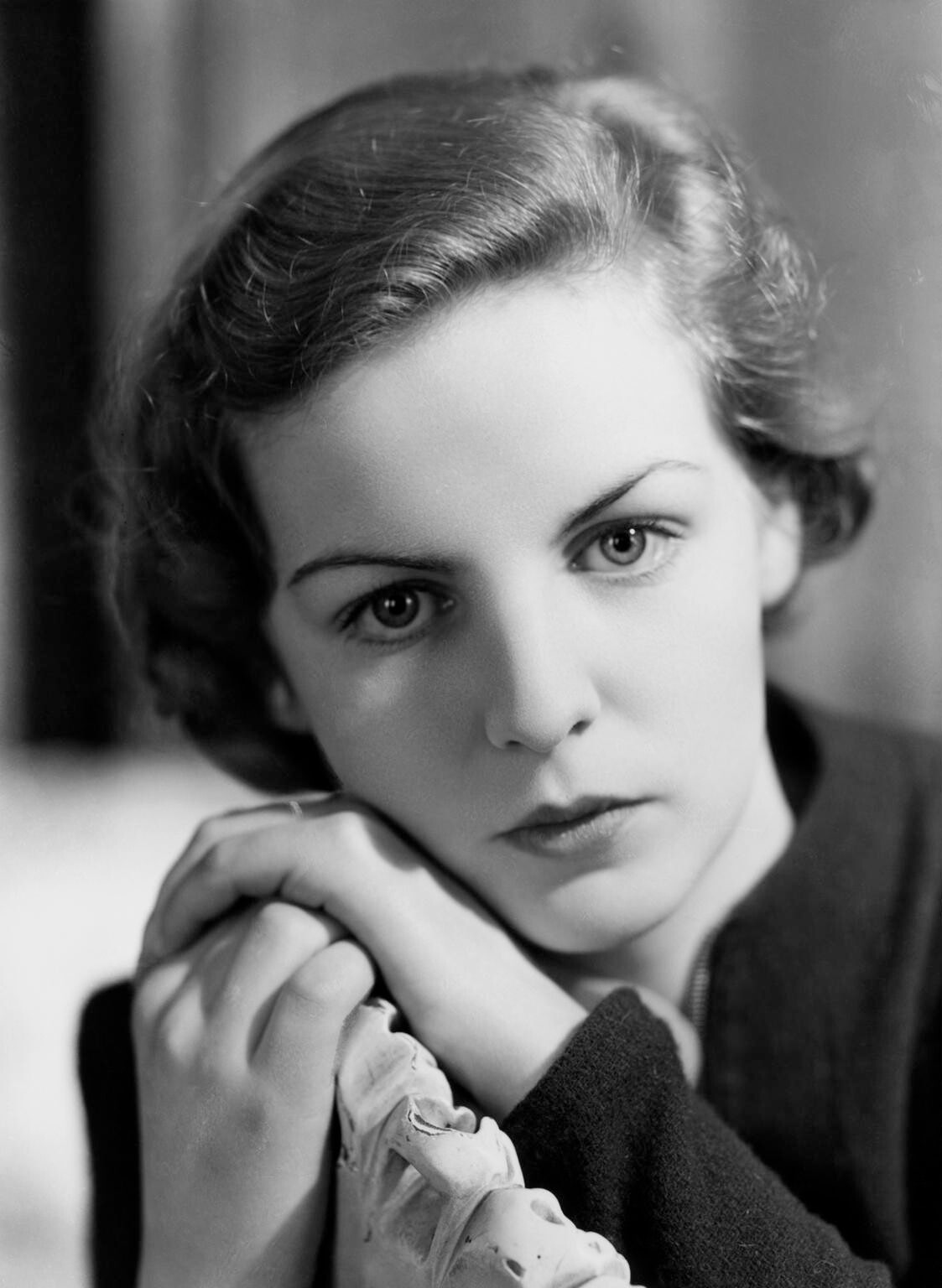
Deborah Mitford-Cavendish

La duchessa Deborah Mitford (31 marzo 1920 – 24 settembre 2014). Sposò Andrew Cavendish, Duca di Devonshire e con lui trasformò la sua casa ancestrale, Chatsworth House, in una delle case di campagna britanniche di maggior successo. Ha scritto una dozzina di libri.